# Julian Bennett (Fußballspieler)
Julian Llewelyn Bennett (* 17. Dezember 1984 in Nottingham) ist ein ehemaliger englischer Fußballspieler. Im Jahr 2015 musste der Linksverteidiger aufgrund anhaltender Kniebeschwerden seine Spielerkarriere im Alter von nur 30 Jahren beenden.

## Sportlicher Werdegang
Aufgewachsen in direkter Nachbarschaft zum City Ground, spielte Julian Bennett bereits in der Jugend für Nottingham Forest. Im Alter von 15 Jahren wechselte er 1999 zum FC Walsall nach West Midlands.
Nachdem er in der Saison 2003/04 bereits zu einem Kurzeinsatz gekommen war, etablierte er sich in der nächsten Spielzeit als Stammspieler und erzielte zwei Treffer in 31 Spielen. 2005/06 traf Bennett in der Football League One auf seinen ehemaligen Verein Nottingham Forest, die in der Vorsaison abgestiegen waren. Es blieb allerdings vorerst ein kurzes Wiedersehen, denn das Jahr verlief für Walsall sehr unerfreulich und brachte mit dem letzten Tabellenplatz den Abstieg ein.
Julian Bennett war jedoch nicht bereit in der viertklassigen Football League Two zu spielen und kehrte deshalb zu Forest zurück. Nach einem knapp verpassten Aufstieg im Vorjahr feierte nach Ablauf der Saison 2007/08 mit seiner Mannschaft die Rückkehr in die Football League Championship. Er konnte dabei im entscheidenden letzten Saisonspiel gegen Yeovil Town beim 3:2-Heimsieg den wichtigen 1:0-Führungstreffer erzielen. Forest stellte mit 24 Spielen ohne Gegentreffer einen neuen Ligarekord auf. Die Fans von Nottingham wählten ihn zudem zum Spieler des Jahres.
Die Football League Championship 2008/09 verlief aufgrund von Verletzungsproblemen für Bennett (12 Spiele) schlechter als erwartet und im Spiel gegen die Doncaster Rovers zog sich der Publikumsliebling eine derart schwere Verletzung zu, die ihn auch in der anschließenden Spielzeit außer Gefecht setzte. Nachdem er in der Saison 2009/10 ohne Einsatz geblieben war, verlieh ihn Forest am 6. August 2010 für sechs Monate an Crystal Palace.
Nach Ablauf seines Vertrages wechselte Julian Bennett am 5. Juli 2011 ablösefrei zu Sheffield Wednesday in die Football League One. Für seinen neuen Verein bestritt er in der Saison 2011/12 einundzwanzig Ligaspiele und erzielte dabei zwei Tore. Da er im Verlauf der Hinrunde der Saison 2012/13 ohne Einsätze blieb, wechselte er am 2. November 2012 auf Leihbasis zu Shrewsbury Town und bestritt für den Drittligisten vier Ligaspiele, ehe das Leihgeschäft Ende November verletzungsbedingt vorzeitig endete.
Am 1. August 2013 wechselte der ablösefreie Bennett zum Viertligisten Southend United.
Im Sommer 2015 gab der 30-jährige Julian Bennett aufgrund seiner anhaltenden Kniebeschwerden das vorzeitige Ende seiner Spielerkarriere bekannt, nachdem er zuvor zweieinhalb Jahre ohne Pflichtspieleinsatz geblieben war.